# Sanitys Dawn/Fuck...I’m Dead
Sanitys Dawn/Fuck...I'm Dead – split dwóch zespołów grających deathgrind, Fuck...I'm Dead (Australia) i Sanitys Down (Niemcy). Album, wydany w roku 2001, zawiera sześć piosenek FID z ich dema oraz dwie kapeli z Niemiec.

## Lista utworów
1. Fuck...I'm Dead – "Inject Me With AIDS" – 0:52
2. Fuck...I'm Dead – "Chainsaw" – 0:38
3. Fuck...I'm Dead – "Toilet Tantalizers" – 1:05
4. Fuck...I'm Dead – "Spray Me With Fecal Matter" – 1:02
5. Fuck...I'm Dead – "Licky Webster" – 1:28
6. Fuck...I'm Dead – "Fuck... I'm Dead" – 1:06
7. Sanitys Dawn – "Blinddarm" ('99) – 3:23
8. Sanitys Dawn – "Maggotfarm" – 1:59